# Líbano en los Juegos Olímpicos de Los Ángeles 1984
Líbano estuvo representado en los Juegos Olímpicos de Los Ángeles 1984 por un total de 22 deportistas, 21 hombres y una mujer, que compitieron en 9 deportes.
El equipo olímpico libanés no obtuvo ninguna medalla en estos Juegos.